# Sommer-Paralympics 2016/Teilnehmer (Lettland)
| stlisierte Goldmedaille | stlisierte Silbermedaille | stlisierte Bronzemedaille |
| ----------------------- | ------------------------- | ------------------------- |
| 2                       | —                         | 2                         |

Lettland entsandte fünf Athletinnen und sechs Athleten zu den Paralympischen Sommerspielen 2016 in Rio de Janeiro,  die in sechs Sportarten antraten. Fahnenträgerin für Lettland bei der Eröffnungsfeier war die Leichtathletin Diana Dadzite.

## Medaillen

### Medaillenspiegel
| Rang   | Sportart       | Gold | Silber | Bronze | Gesamt |
| ------ | -------------- | ---- | ------ | ------ | ------ |
| 1      | Leichtathletik | 2    | 0      | 2      | 4      |
| Gesamt | Gesamt         | 2    | 0      | 2      | 4      |

## Teilnehmer nach Sportart

### Bogenschießen
| Athleten                 | Wettbewerb   | Qualifikation | Qualifikation | 1. Runde        | 1. Runde | Achtelfinale      | Achtelfinale  | Viertelfinale | Viertelfinale | Halbfinale    | Halbfinale    | Finale        | Finale        | Rang |
| Athleten                 | Wettbewerb   | Ringe         | Rang          | Gegner          | Ergebnis | Gegner            | Ergebnis      | Gegner        | Ergebnis      | Gegner        | Ergebnis      | Gegner        | Ergebnis      | Rang |
| ------------------------ | ------------ | ------------- | ------------- | --------------- | -------- | ----------------- | ------------- | ------------- | ------------- | ------------- | ------------- | ------------- | ------------- | ---- |
| Männer                   |              |               |               |                 |          |                   |               |               |               |               |               |               |               |      |
| Gints Jonasts            | Recurve Open | 541           | 32            | E. Ranjbarkivaj | 2:6      | ausgeschieden     | ausgeschieden | ausgeschieden | ausgeschieden | ausgeschieden | ausgeschieden | ausgeschieden | ausgeschieden | 17   |
| Frauen                   |              |               |               |                 |          |                   |               |               |               |               |               |               |               |      |
| Ieva Melle               | Recurve Open | 592           | 12            | Lee Y.-H.       | 6:5      | T. Silva Carvalho | 6:4           | M. Olszewska  | 0:6           | ausgeschieden | ausgeschieden | ausgeschieden | ausgeschieden | 5    |
| Mixed                    |              |               |               |                 |          |                   |               |               |               |               |               |               |               |      |
| Gints Jonasts Ieva Melle | Recurve Team | 1133          | 13            | —               | —        | Italien           | 0:6           | ausgeschieden | ausgeschieden | ausgeschieden | ausgeschieden | ausgeschieden | ausgeschieden | 9    |

### Leichtathletik
Springen und Werfen
| Athleten      | Wettbewerb       | Finale  | Finale | Rang |
| Athleten      | Wettbewerb       | Weite   | Rang   | Rang |
| ------------- | ---------------- | ------- | ------ | ---- |
| Männer        |                  |         |        |      |
| Aigars Apinis | Diskuswerfen F52 | 20,83 m | 1      |      |
| Edgars Bergs  | Kugelstoßen F35  | 14,55 m | 3      |      |
| Frauen        |                  |         |        |      |
| Taiga Kantane | Diskuswerfen F38 | 23,53 m | 11     | 11   |
| Diana Dadzite | Diskuswerfen F55 | 22,66 m | 3      |      |
| Taiga Kantane | Kugelstoßen F37  | 8,78 m  | 7      | 7    |
| Diana Dadzite | Speerwerfen F56  | 23,26 m | 1      |      |

### Reiten
| Athleten                             | Wettbewerb(e)            | Punkte/Prozent | Rang |
| ------------------------------------ | ------------------------ | -------------- | ---- |
| Rihards Snikus mit King of the Dance | Individual Test-Grade Ia | 73,174 %       | 6    |
| Rihards Snikus mit King of the Dance | Kür Grade Ia             | 72,900 %       | 5    |

### Rudern
| Athleten                        | Wettbewerb           | Vorlauf    | Vorlauf | Hoffnungslauf | Hoffnungslauf | Finale     | Finale | Rang |
| Athleten                        | Wettbewerb           | Zeit (min) | Rang    | Zeit (min)    | Rang          | Zeit (min) | Rang   | Rang |
| ------------------------------- | -------------------- | ---------- | ------- | ------------- | ------------- | ---------- | ------ | ---- |
| Mixed                           |                      |            |         |               |               |            |        |      |
| Zanna Cveckovska Eduards Pupels | Doppelzweier Tamix2x | 4:36,95    | 6       | 4:41,33       | 5             | 4:32,39    | 5 (B)  | 11   |

### Rollstuhlfechten
| Frauen         |                |             |     |               |               |               |               |               |               |    |
| Polina Rozkova | Degen Einzel A | Y. Breus    | 2:5 | ausgeschieden | ausgeschieden | ausgeschieden | ausgeschieden | ausgeschieden | ausgeschieden | 11 |
| Polina Rozkova | Degen Einzel A | Yu Chui Yee | 5:2 | ausgeschieden | ausgeschieden | ausgeschieden | ausgeschieden | ausgeschieden | ausgeschieden | 11 |
| Polina Rozkova | Degen Einzel A | M. Fidrych  | 3:5 | ausgeschieden | ausgeschieden | ausgeschieden | ausgeschieden | ausgeschieden | ausgeschieden | 11 |
| Polina Rozkova | Degen Einzel A | A. Veres    | 1:5 | ausgeschieden | ausgeschieden | ausgeschieden | ausgeschieden | ausgeschieden | ausgeschieden | 11 |
| Polina Rozkova | Degen Einzel A | Bian J.     | 1:5 | ausgeschieden | ausgeschieden | ausgeschieden | ausgeschieden | ausgeschieden | ausgeschieden | 11 |

### Schwimmen
| Athleten        | Wettbewerb       | Vorlauf     | Vorlauf | Finale        | Finale        | Rang |
| Athleten        | Wettbewerb       | Zeit        | Rang    | Zeit          | Rang          | Rang |
| --------------- | ---------------- | ----------- | ------- | ------------- | ------------- | ---- |
| Männer          |                  |             |         |               |               |      |
| Janis Plotnieks | 100 m Rücken S10 | 1:07,96 min | 11      | ausgeschieden | ausgeschieden | 11   |